# Шильтігайм
Шильтіга́йм, Шильтіґайм (фр. Schiltigheim) — місто та муніципалітет у Франції, у регіоні Гранд-Ест, департамент Нижній Рейн. Населення — 34 129 осіб (01.01.2021).
Муніципалітет розташований на відстані близько 400 км на схід від Парижа, 3 км на північ від Страсбура.

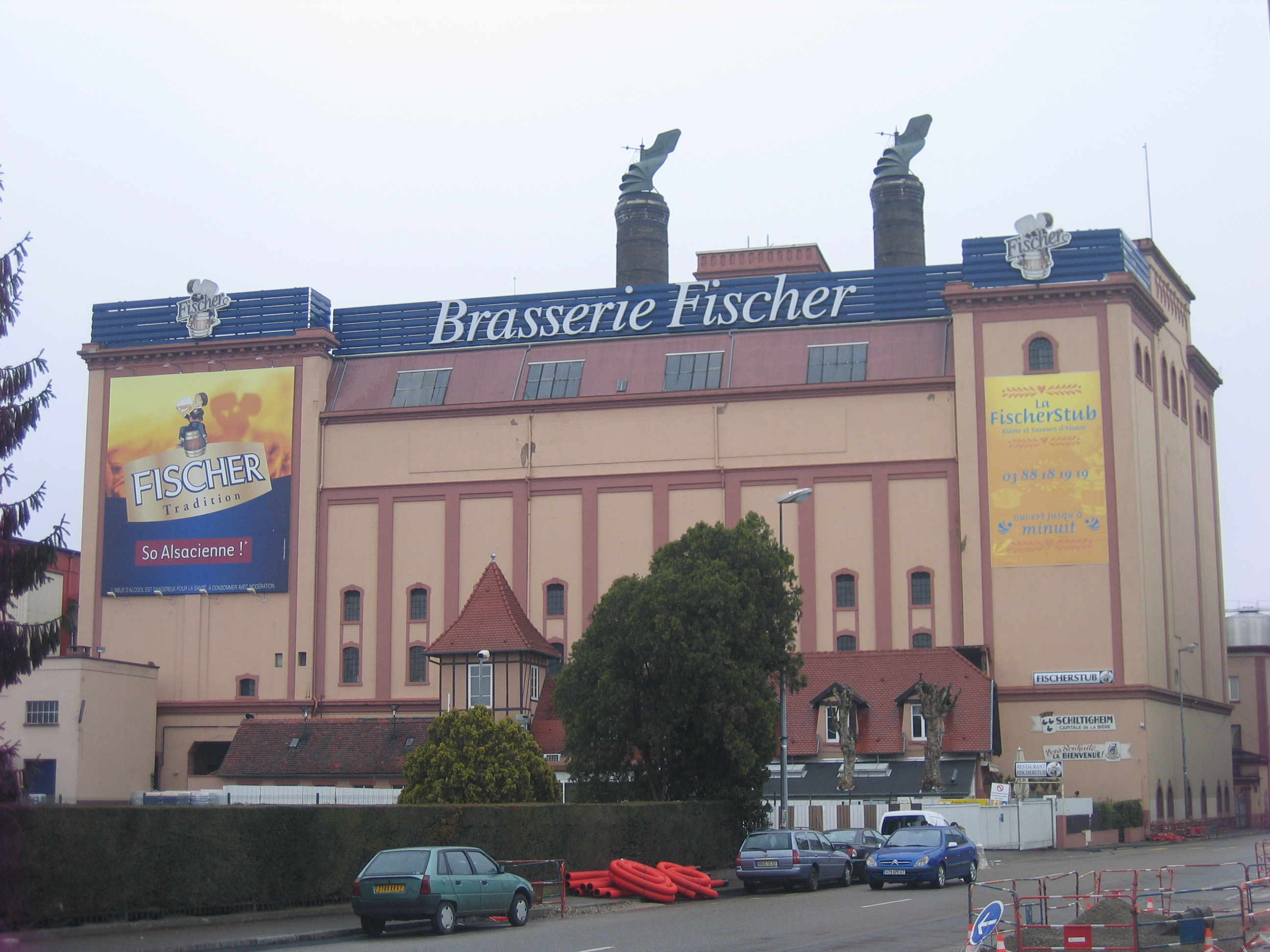

## Історія
До 2015 року муніципалітет перебував у складі регіону Ельзас. Від 1 січня 2016 року належить до нового об'єднаного регіону Гранд-Ест.

## Демографія
Динаміка населення (Ehess і INSEE ):
Розподіл населення за віком та статтю (2006):
| Стать | Всього | До 15 років | 15-24 | 25-44 | 45-64 | 65-85 | Понад 85 |
| --- | ------ | ----------- | ----- | ----- | ----- | ----- | -------- |
| Чоловіки | 15 229 | 2959        | 2134  | 5066  | 3393  | 1550  | 127      |
| Жінки | 16 009 | 2565        | 2264  | 4721  | 3563  | 2454  | 442      |
| \| Статево-вікова піраміда \| Статево-вікова піраміда \| Статево-вікова піраміда \| \| ----------------------- \| ----------------------- \| ----------------------- \| \| Чоловіки \| Вік \| Жінки \| \| 127 \| 85 + \| 442 \| \| 216 \| 80-84 \| 573 \| \| 353 \| 75-79 \| 616 \| \| 442 \| 70-74 \| 636 \| \| 539 \| 65-69 \| 629 \| \| 634 \| 60-64 \| 617 \| \| 914 \| 55-59 \| 858 \| \| 928 \| 50-54 \| 1023 \| \| 917 \| 45-49 \| 1065 \| \| 972 \| 40-44 \| 1036 \| \| 1324 \| 35-39 \| 1042 \| \| 1414 \| 30-34 \| 1230 \| \| 1356 \| 25-29 \| 1413 \| \| 1156 \| 20-24 \| 1325 \| \| 978 \| 15-20 \| 939 \| \| 973 \| 10-14 \| 865 \| \| 938 \| 5-9 \| 785 \| \| 1048 \| 0-4 \| 915 \| |        |             |       |       |       |       |          |
| Статево-вікова піраміда |        |             |       |       |       |       |          |
| Чоловіки | Вік    | Жінки       |       |       |       |       |          |
| 127 | 85 +   | 442         |       |       |       |       |          |
| 216 | 80-84  | 573         |       |       |       |       |          |
| 353 | 75-79  | 616         |       |       |       |       |          |
| 442 | 70-74  | 636         |       |       |       |       |          |
| 539 | 65-69  | 629         |       |       |       |       |          |
| 634 | 60-64  | 617         |       |       |       |       |          |
| 914 | 55-59  | 858         |       |       |       |       |          |
| 928 | 50-54  | 1023        |       |       |       |       |          |
| 917 | 45-49  | 1065        |       |       |       |       |          |
| 972 | 40-44  | 1036        |       |       |       |       |          |
| 1324 | 35-39  | 1042        |       |       |       |       |          |
| 1414 | 30-34  | 1230        |       |       |       |       |          |
| 1356 | 25-29  | 1413        |       |       |       |       |          |
| 1156 | 20-24  | 1325        |       |       |       |       |          |
| 978 | 15-20  | 939         |       |       |       |       |          |
| 973 | 10-14  | 865         |       |       |       |       |          |
| 938 | 5-9    | 785         |       |       |       |       |          |
| 1048 | 0-4    | 915         |       |       |       |       |          |

## Економіка
2010 року серед 20 772 осіб працездатного віку (15—64 років) 15 139 були активними, 5633 — неактивними (показник активності 72,9%, у 1999 році було 74,4%). З 15 139 активних мешканців працювали 12 944 особи (6639 чоловіків та 6305 жінок), безробітними було 2195 (1134 чоловіки та 1061 жінка). Серед 5633 неактивних 2144 особи були учнями чи студентами, 1354 — пенсіонерами, 2135 були неактивними з інших причин.

У 2010 році в муніципалітеті числилось 13556 оподаткованих домогосподарств, у яких проживали 29833,0 особи, медіана доходів виносила 16 532 євро на одного особоспоживача

## Галерея зображень

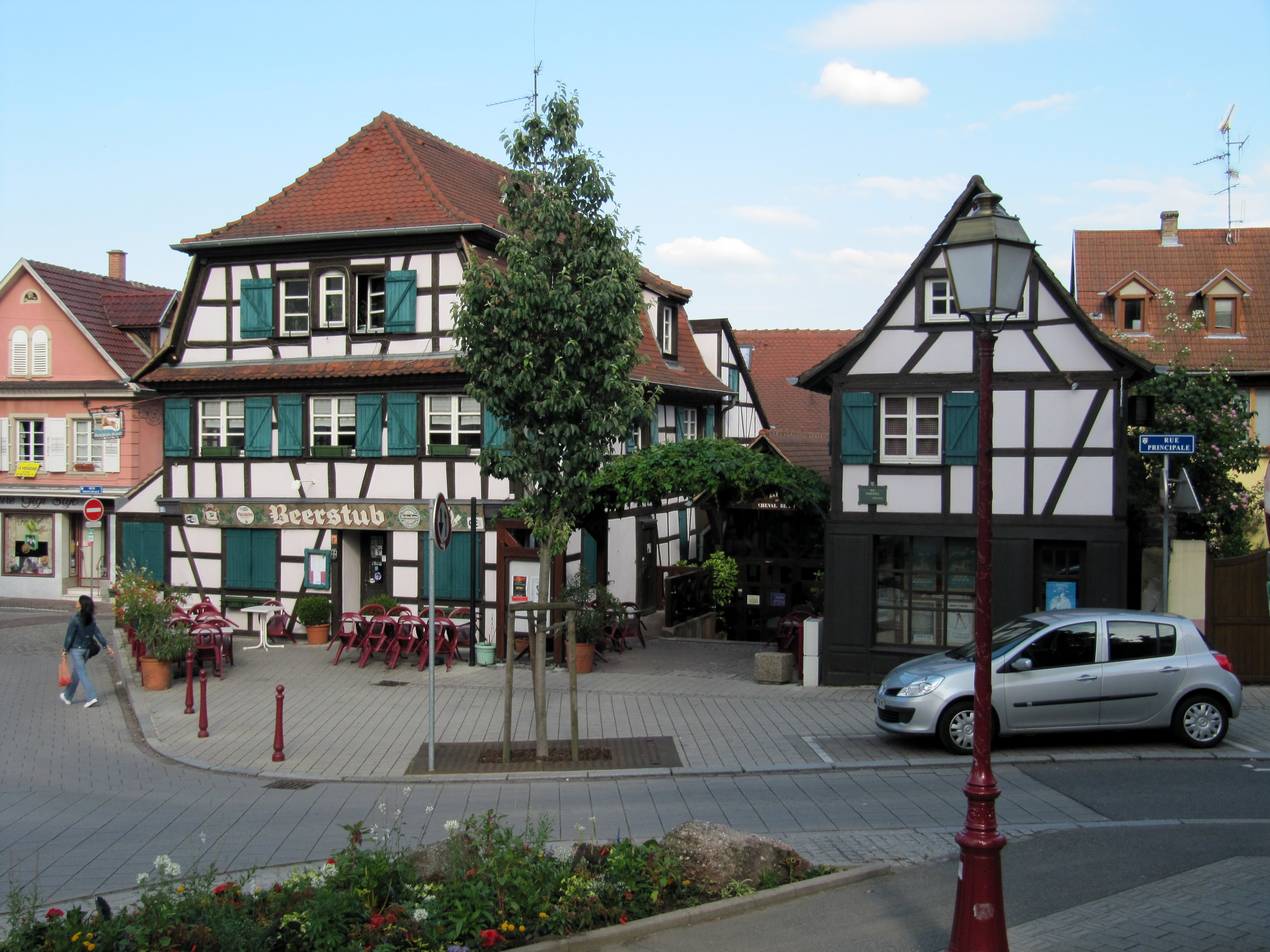
Фахверкові будинки на головній вулиці
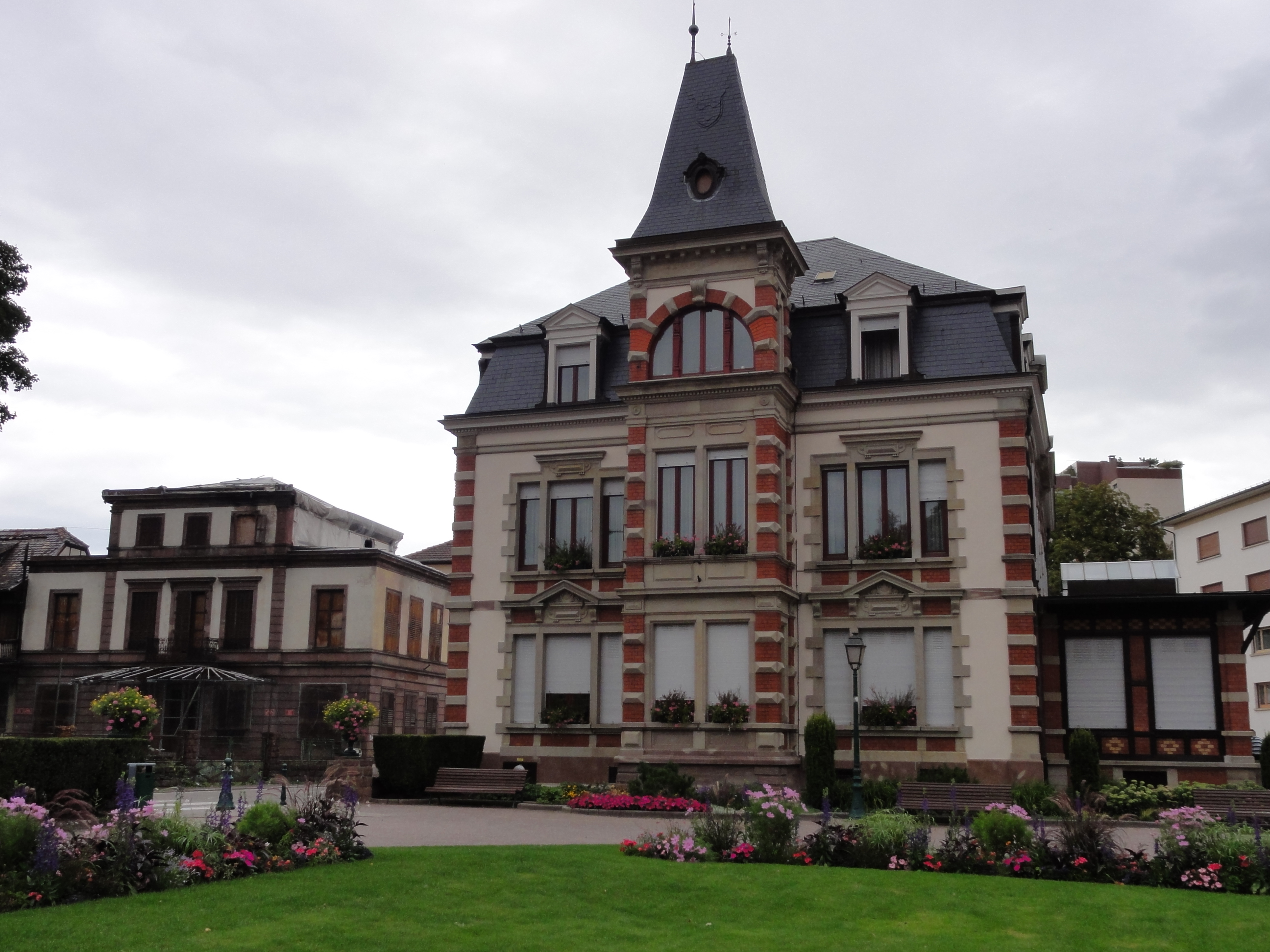
Вілла
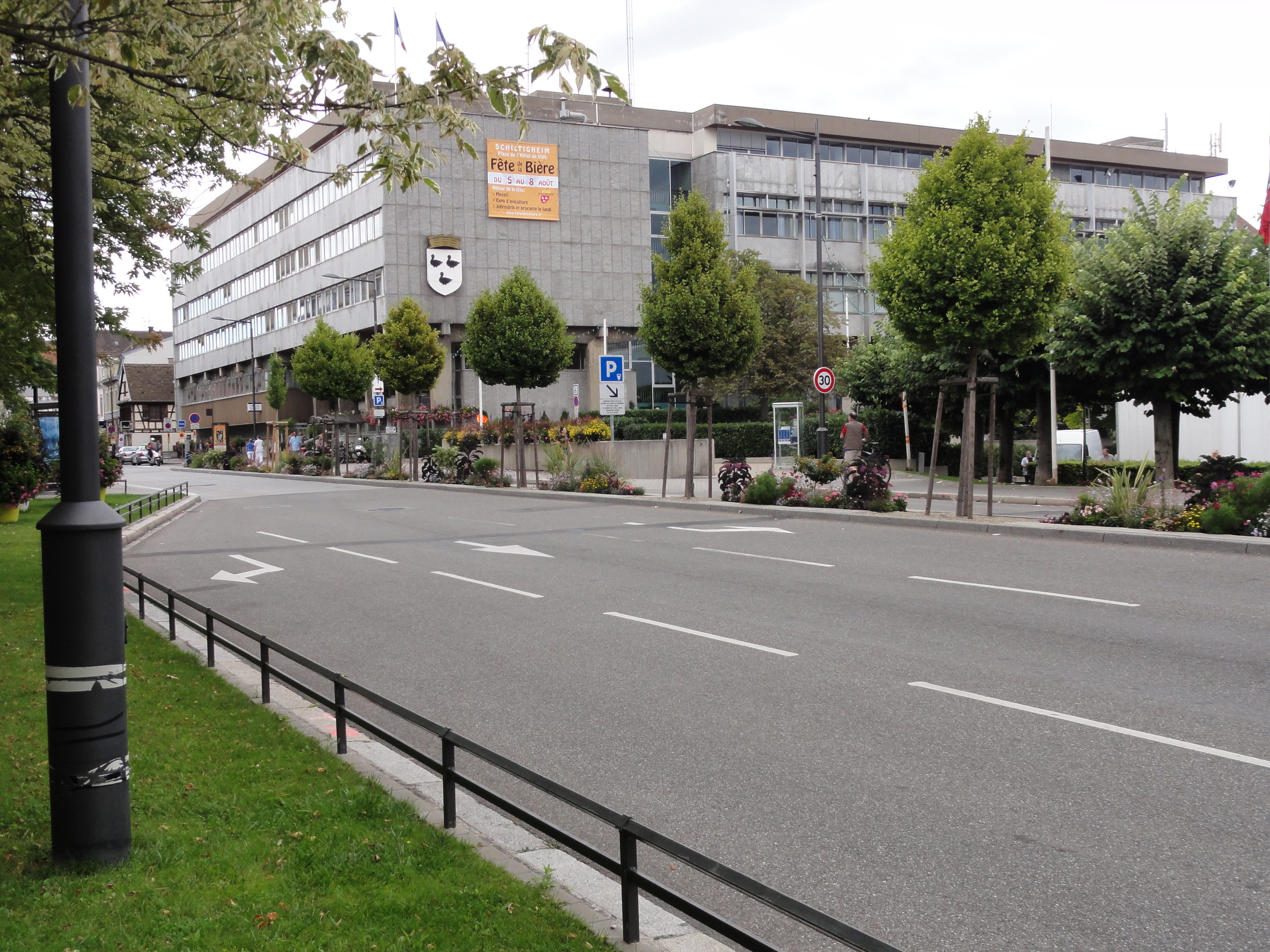
Будівля готелю
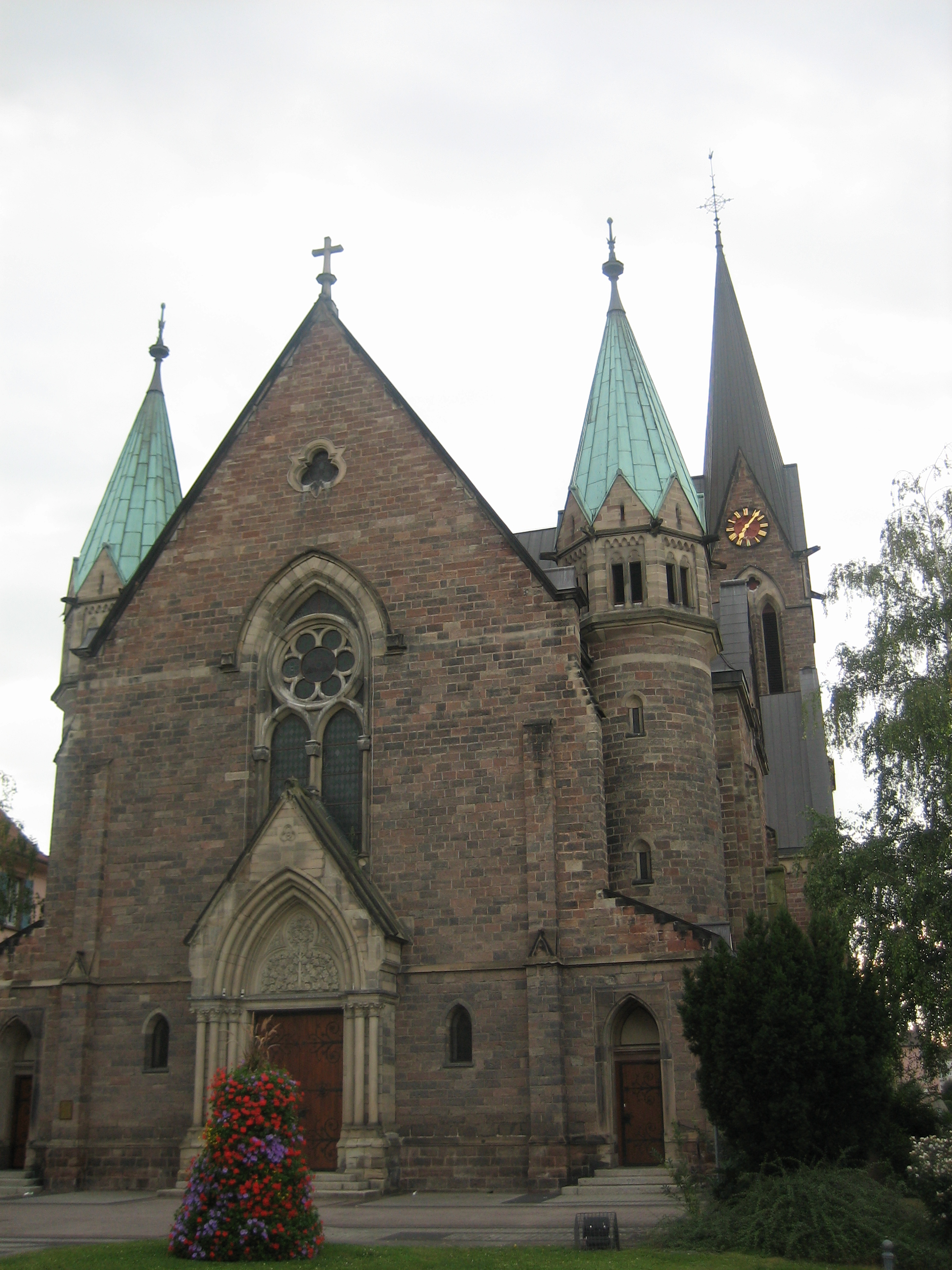
Католицька церква
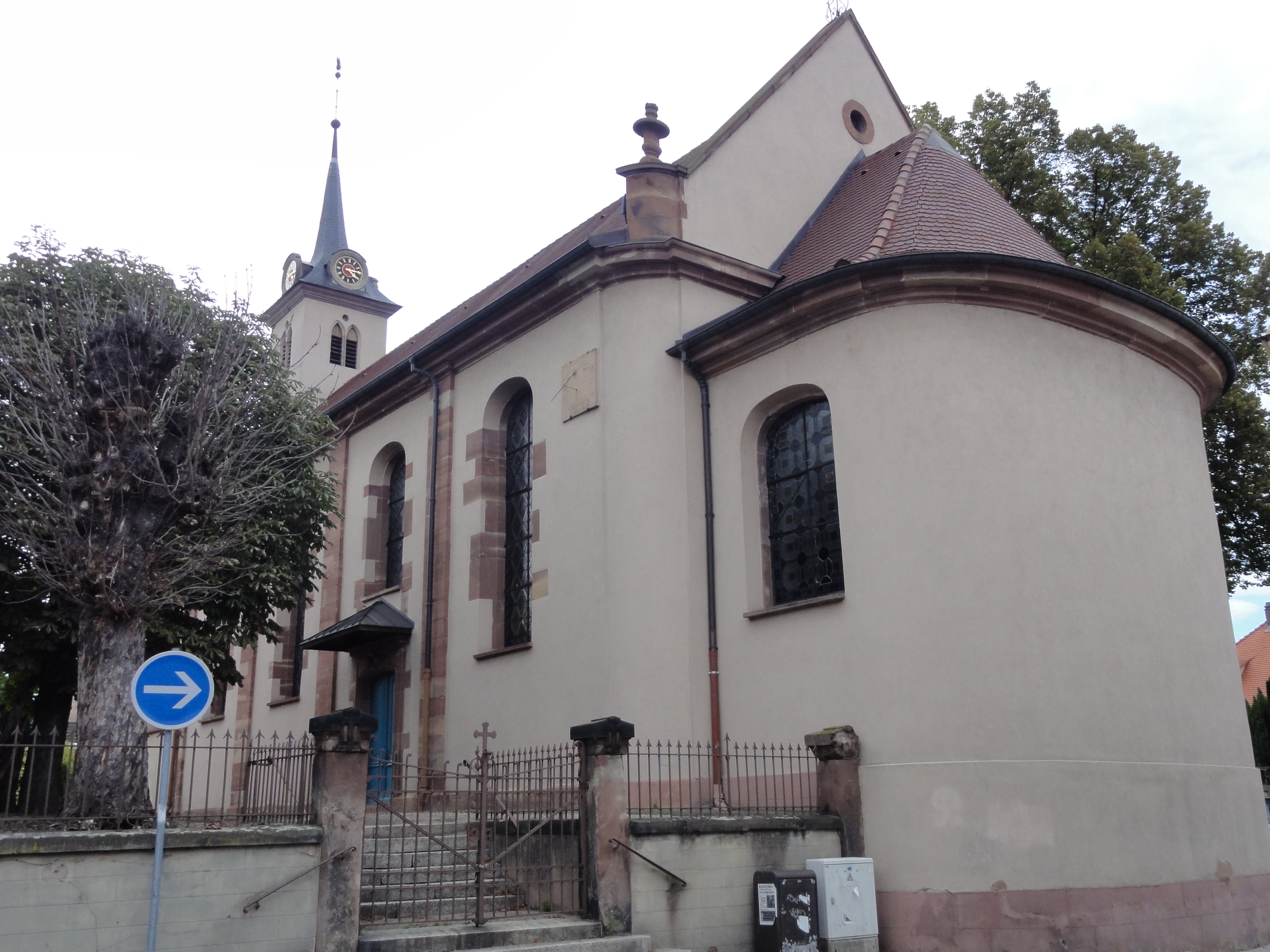
Протестантська церква
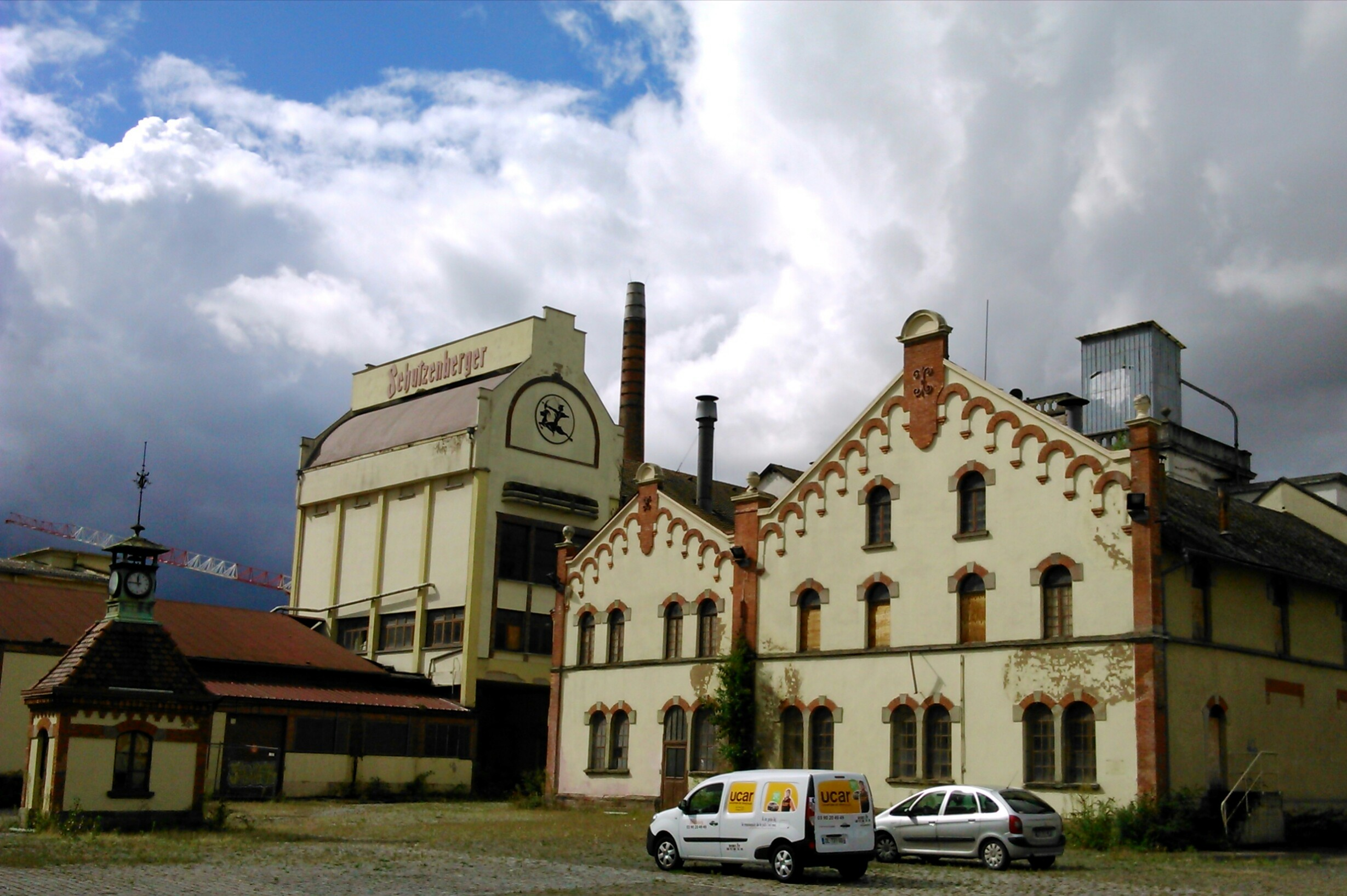
Броварня
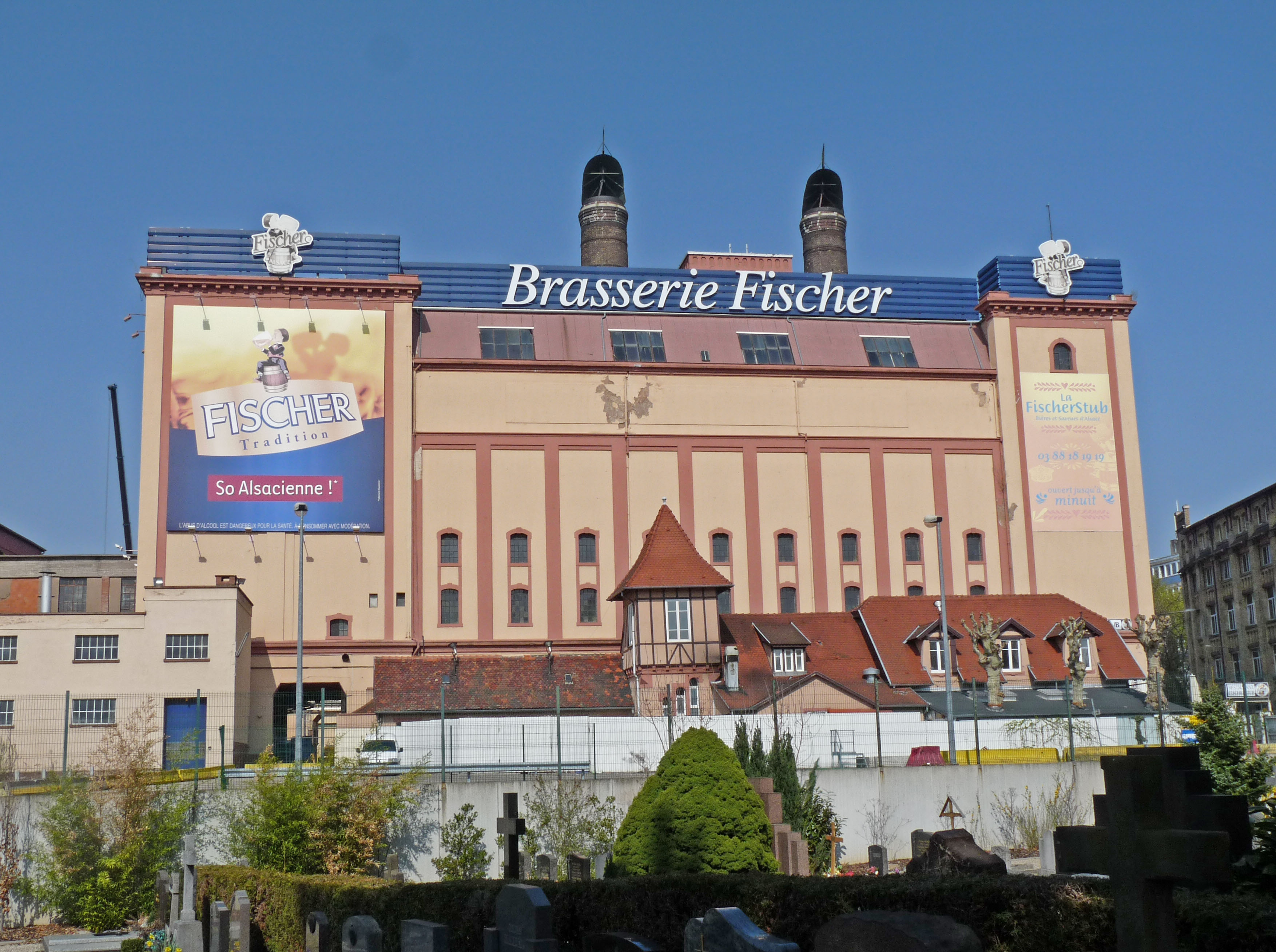
Стара броварня на в'їзді в місто
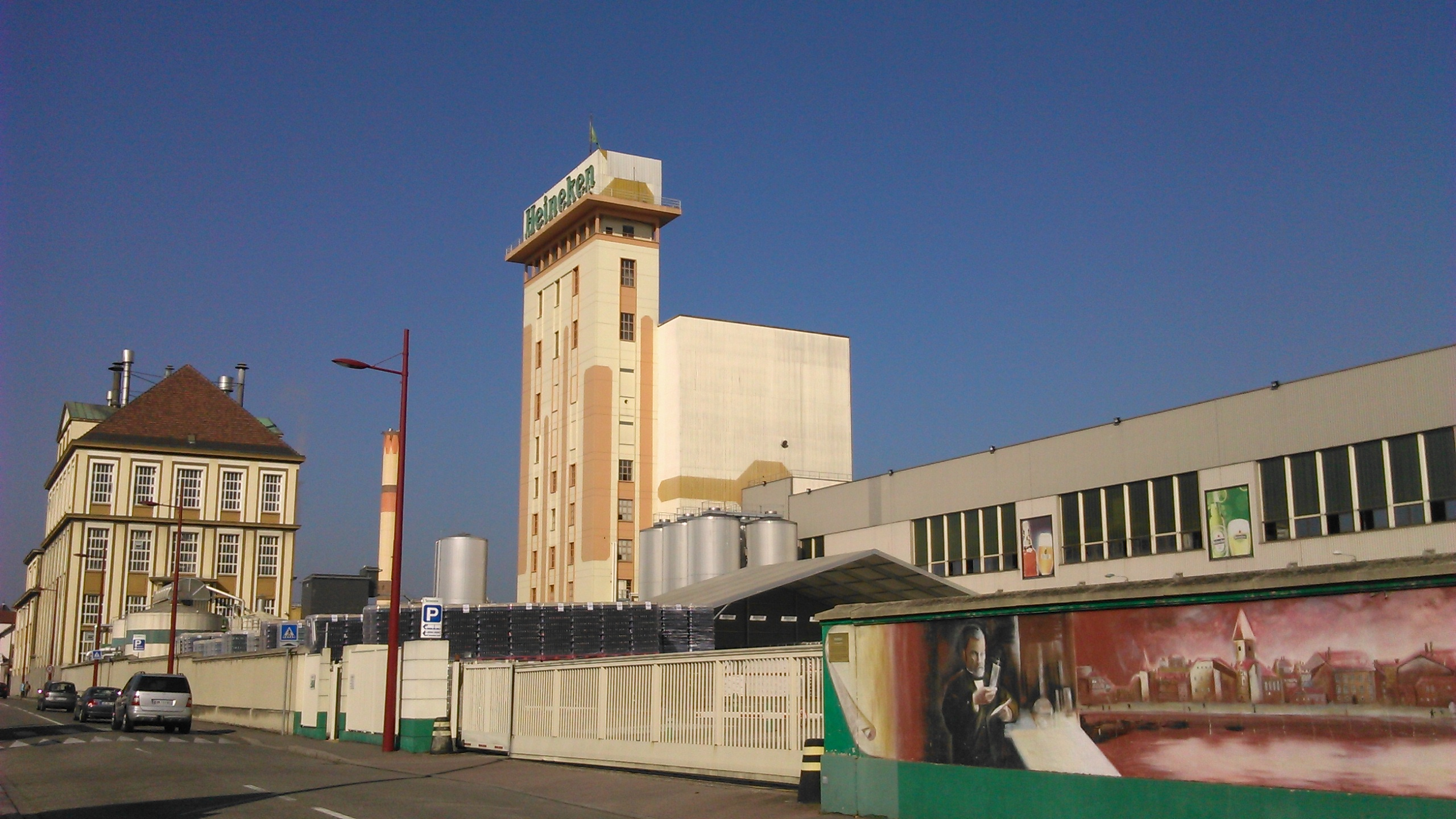
Броварня